# 萨兹赖
萨兹赖（法語：Sazeray，法語發音：[sazʁɛ]）是法国安德尔省的一个市镇，位于该省东南部，属于拉沙特尔区。

## 地理
萨兹赖（46°25'44"N, 2°3'15"E）面积22.69 平方千米，位于法国中央-卢瓦尔河谷大区安德尔省，该省份为法国中部省份，北起卢瓦-谢尔省，西北接安德尔-卢瓦尔省，西南接维埃纳省，南至克勒兹省和上维埃纳省，东临谢尔省。
与萨兹赖接壤的市镇（或旧市镇、城区）包括：拉塞莱特、努济耶、泰尔西亚、普利尼圣母镇、安德尔河畔圣塞韦尔、维古朗。
萨兹赖的时区为UTC+01:00、UTC+02:00（夏令时）。

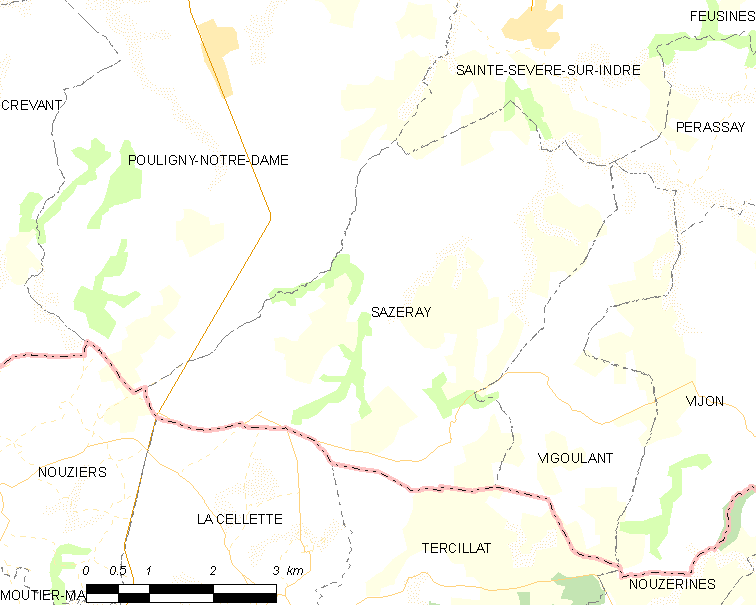
萨兹赖的OSM定位图

## 行政
萨兹赖的邮政编码为36160，INSEE市镇编码为36214。

## 政治
萨兹赖所属的省级选区为拉沙特尔县。

## 人口

1962-2008年间萨兹赖人口变化图示

萨兹赖于2022年1月1日时的人口数量为296人。